# Chiliques
Le Chiliques est un volcan du Chili qui se présente sous la forme d'un stratovolcan couronné par un cratère sommital. Alors considéré comme endormi, des images thermiques satellites ont mis en évidence en 2002 des zones très chaudes dans le cratère et en haut de ses flancs.

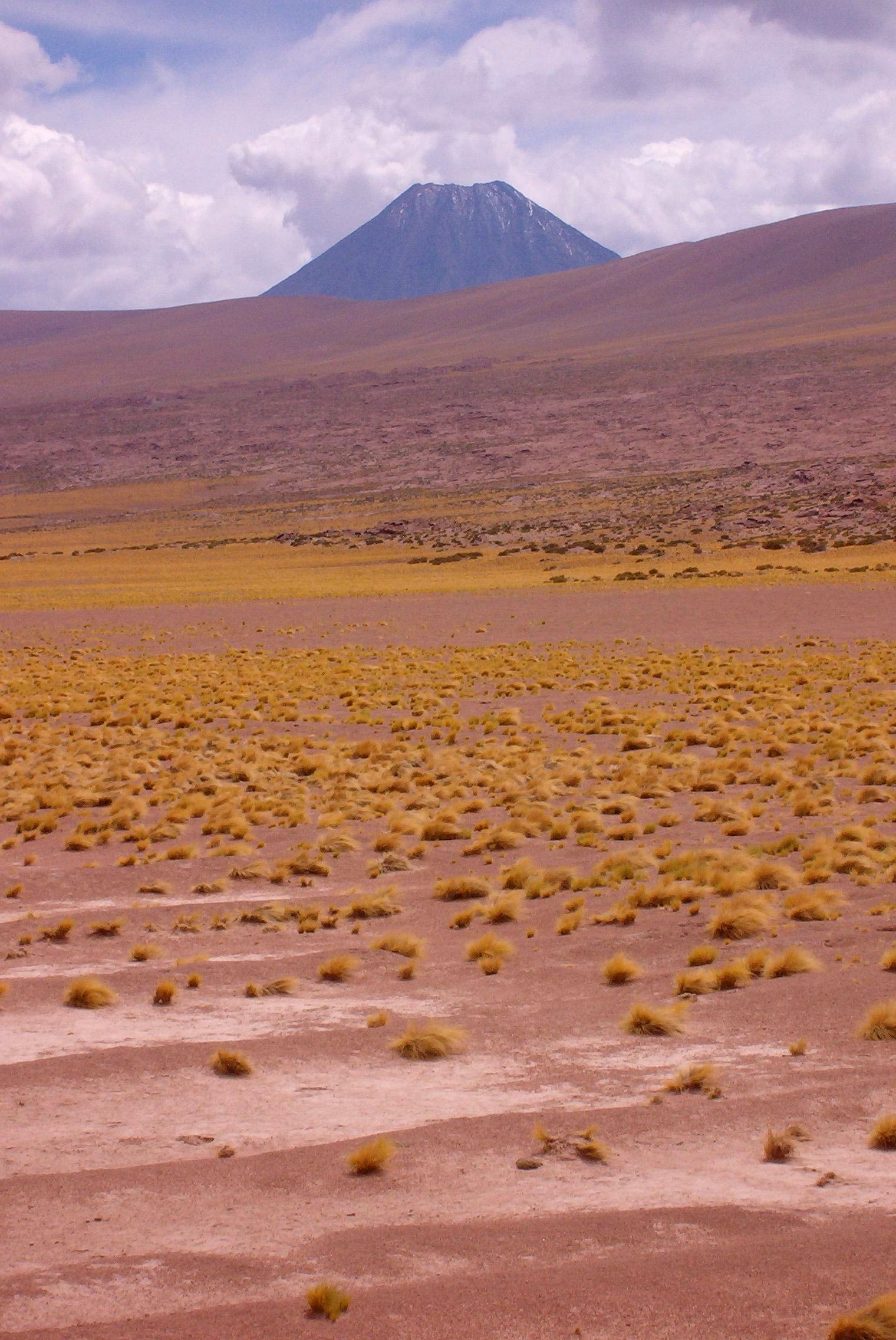
Vue du Chiliques.